# Tumamoca mucronata
Tumamoca mucronata là một loài thực vật có hoa trong họ Cucurbitaceae. Loài này được Kearns miêu tả khoa học đầu tiên năm 1994.